# خانا

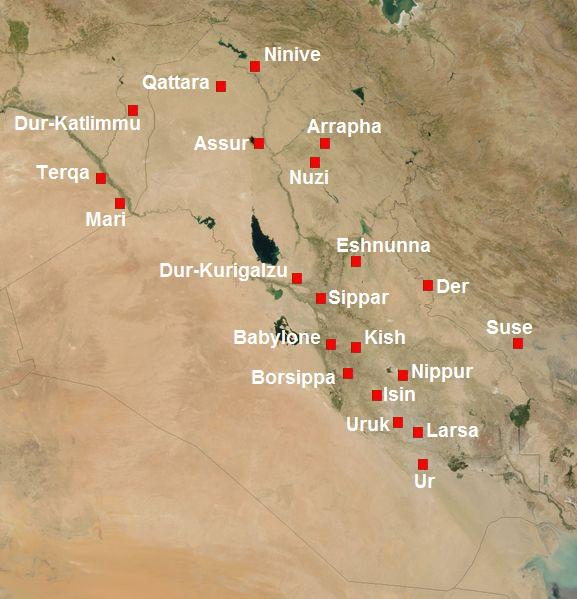

خانا أو مملكة خانا أو مدينة ترقا الأثرية، الموقع حالياً معروف باسم تل العشارة ويقع في وسط المسافة بين مملكة ماري ومصب الخابور على الفرات الأوسط في سورية، قرب مدينة الميادين في محافظة دير الزور في سوريا.

## الاسم
العشارة هو الاسم الحديث للقرية الواقعة فوق التل الأثري، الذي كان مدينة ترقا القديمة، عاصمة مملكة خانا التي ذكرت في كثير من الوثائق الإبلوية والبابلية وأرشيف مملكة ماري السورية.

## التنقيب
أجرى في الموقع العالم الشهير تورو دانجان عام 1923 م Thureau Dangin سبرًا نشر نتائجه في مجلة SYRIA. وبقيت أطلال ترقا دون مساس حتى استأنفت أعمال التنقيب بعثة أمريكية عام 1974 م. ثم تولتها بعد ذلك بعثة فرنسية ولايزال العمل مستمرًا حتى الآن.
ومن المعروف أن ترقا أو مملكة خانا كانت ذات أهمية إستراتيجية بالغة في الألفين الثاني والأول ق.م. وقد ازدهرت في منتصف الألف الثاني قبل الميلاد بعد سقوط مملكة ماري. ويعتبر السور الذي يحيط بها أضخم أسوار مدن العالم القديم إذ يبلغ سمكه 20 م. يؤكد المؤرخون والدراسات أن في هذا الموقع بدأت الزراعة منذ أكثر من عشرة آلاف عام.

## رُقم خانا
والجدير ذكره أنها حتى زمن اكتشاف أرشيف ماري الضخم كانت ترقا موقعًا يخرج منه أكبر عدد من الرقم الطينية التي أفادت في معرفة ثلاثة عشر ملكًا من ملوك مملكة خانا، ويمكن أن نسلسل خمسة منهم في التسلسل التاريخي. ومعظم الرقم الطينية عثر عليها في معبد نينكاراك ودلت التنقيبات الأثرية في ترقا على حضارة هامة من الحضارات الأولي التي قامت في منطقة الفرات في سوريا.
آثار الموقع محفوظة في متحف دير الزور .